# Geometra herbeus
Geometra herbeus är en fjärilsart som beskrevs av Kardakoff 1928. Geometra herbeus ingår i släktet Geometra och familjen mätare. Inga underarter finns listade i Catalogue of Life.